# Faccia nascosta della Luna

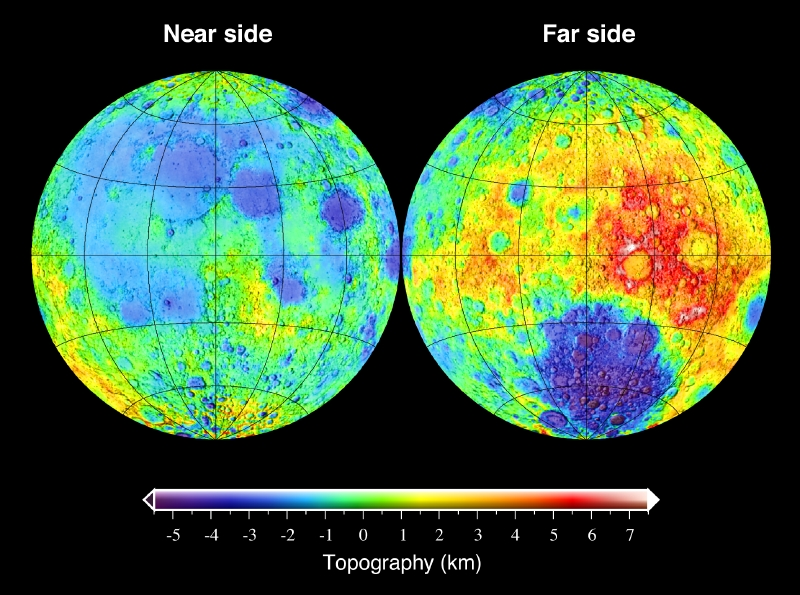
Carta topografica della Luna, con la faccia visibile a sinistra e la faccia nascosta sulla destra

La faccia nascosta della Luna è l'emisfero del satellite naturale della Terra non osservabile dal nostro pianeta, in conseguenza della rotazione sincrona lunare.
In realtà, per il fenomeno detto librazione, la superficie nascosta non raggiunge la metà di questo corpo celeste, ma è solo del 41%, pari a 15,5 milioni di km². Mai nessun essere umano poté ammirarne la vista fino al 10 ottobre 1959, quando la cosmonave sovietica Luna 3 la fotografò per la prima volta durante il suo passaggio.
Se le prime foto furono ottenute dall'Unione Sovietica, fu grazie agli Stati Uniti d'America, con l'Apollo 8 e il suo equipaggio composto dagli astronauti Frank Borman, William Anders e Jim Lovell, che degli uomini poterono osservare direttamente la faccia nascosta, il 24 dicembre 1968. Nell'ipotesi di una futura colonizzazione stabile della Luna, si è pensato di allestire sul lato nascosto una base che consentirebbe una migliore osservazione dell'universo senza l'influenza della Terra. Il 3 gennaio 2019 la missione cinese Chang'e 4 è stata la prima a toccare il suolo sulla faccia nascosta con un lander in grado di comunicare con la base di controllo sulla Terra tramite un satellite posto in orbita esterna al sistema Terra-Luna.

## Morfologia

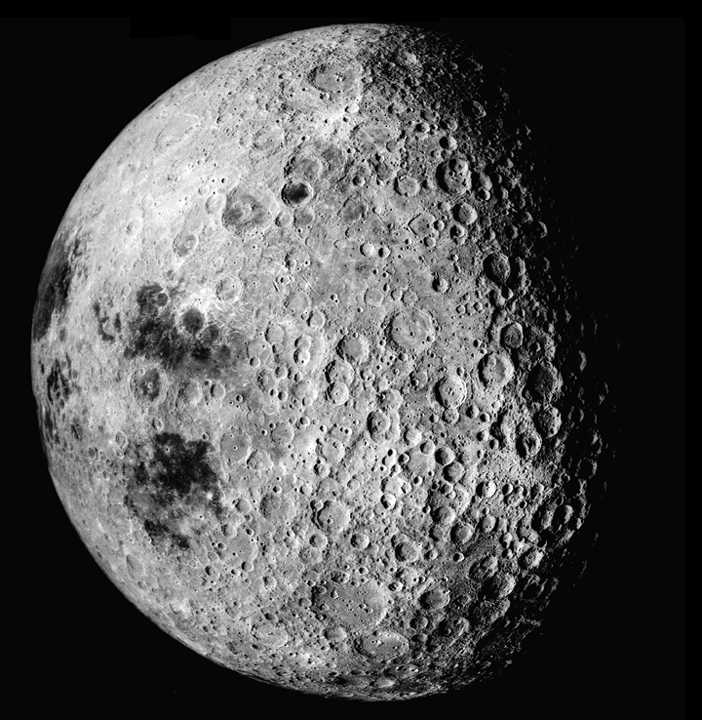
Fotografia della faccia nascosta della Luna

La particolarità di questa faccia è quella di avere una morfologia molto più accidentata di quella rivolta verso il nostro pianeta: ricca di crateri e con molti meno mari lunari. Questo perché non essendo "protetta" dalla presenza del pianeta Terra, può essere più facilmente raggiunta da oggetti provenienti dallo spazio, in particolare i meteoriti. Tra i mari presenti (più piccoli di quelli della faccia visibile), si segnalano il Mare Moscoviense, il Mare Ingenii, le parti nascoste del Mare Orientale e del Mare Australe. Per contro tra i numerosissimi crateri occorre segnalare l'Apollo che vanta ben 520 km di diametro. I mari lunari rappresentano solo il 2,5% della sua superficie rispetto al 31,2% della faccia visibile.
Una spiegazione probabile è che questo sia legato alla più alta concentrazione di elementi che sviluppano calore sulla faccia rivolta verso la Terra, come dimostrato dalle mappe geochimiche ottenute dallo spettrometro a raggi gamma Lunar Prospector. Mentre altri fattori quali l'elevazione del suolo e lo spessore della crosta potrebbero aver influito sulla localizzazione delle eruzioni basaltiche, questo non spiega perché il bacino Polo Sud-Aitken (caratterizzato da una crosta sottile e dove si trovano le più basse altitudini lunari) non sia così vulcanicamente attivo come l'Oceanus Procellarum sulla faccia visibile.
Dato che sono stati i sovietici a fotografare per primi la faccia, molti luoghi portano nomi provenienti dalla cultura russa.

## Storia
Le forze di marea tra la Terra e la Luna hanno rallentato la rotazione della Luna in modo tale che sia sempre lo stesso lato a essere rivolto verso la Terra. Questo effetto è noto come rotazione sincrona, comune a quasi tutte le lune del nostro sistema solare.
Comunemente si utilizza l'espressione faccia oscura della Luna come sinonimo di faccia nascosta. Ciò non deve trarre in inganno e portare a ritenere che la faccia nascosta non sia illuminata dal Sole. L'emisfero non illuminato, infatti, varia con la rotazione della Luna intorno al proprio asse e non in conseguenza della rotazione intorno alla Terra. Durante le fasi lunari noi vediamo la parte dell'emisfero illuminato appartenente alla faccia che la Luna rivolge verso la Terra. Entrambe le facce ricevono in media la stessa quantità di luce dal Sole, anche se a rigore il lato rivolto verso la Terra riceve in complesso un po' meno illuminazione a causa delle eclissi terrestri.

## Esplorazione

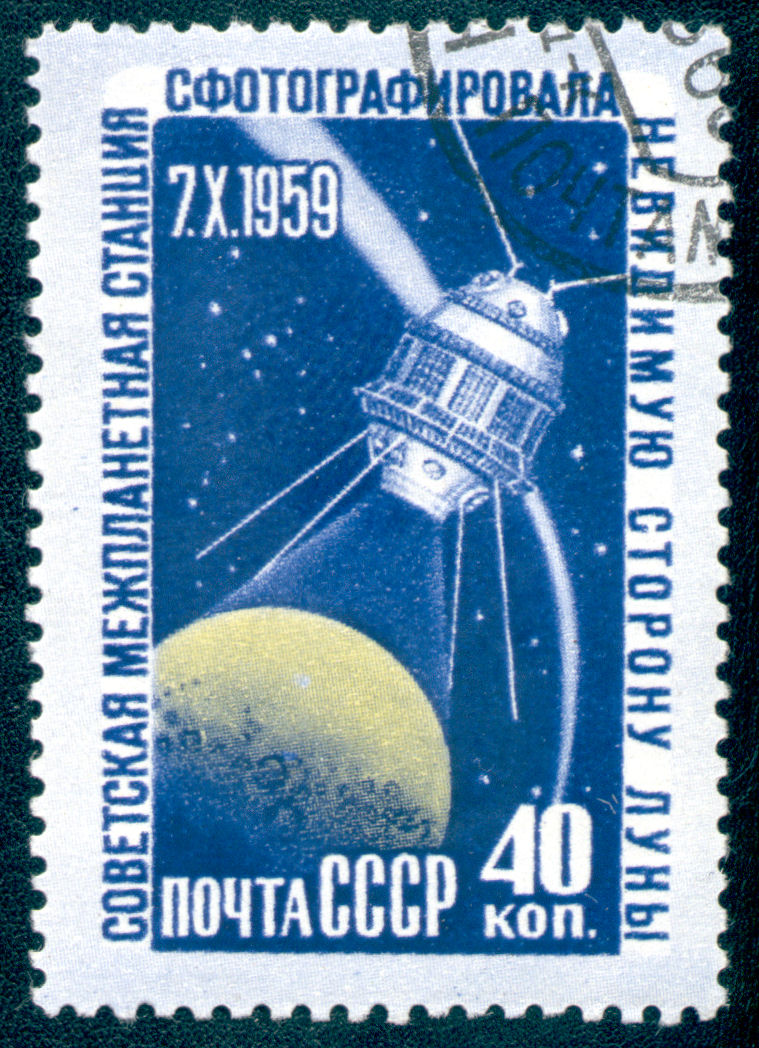
Francobollo sovietico del 1959 che commemora l'impresa di Lunik 3

Fino alla fine degli anni cinquanta dello scorso secolo, poco era noto delle proprietà della faccia nascosta della Luna. Il fenomeno delle librazioni aveva permesso di osservare alcune caratteristiche morfologiche presenti in prossimità del limbo lunare, ma da una prospettiva angolata che non permetteva utili osservazioni (appariva difficile distinguere un cratere da una catena montuosa). L'82% della superficie della faccia nascosta rimaneva comunque sconosciuto e le sue proprietà erano oggetto di numerose speculazioni.
Un esempio di una caratteristica superficiale della faccia nascosta osservabile dalla Terra è il Mare Orientale, un grande bacino da impatto di circa 1 000 km di ampiezza. Ciò nonostante, non aveva ricevuto un nome fino al 1906, quando l'astronomo tedesco Julius Franz lo catalogò nel suo Der Mond. La vera natura del bacino fu comunque identificata solo negli anni sessanta quando fu fotografato in dettaglio dal Lunar Orbiter 4 nel 1967.
Il 7 ottobre 1959 la sonda sovietica Luna 3 ha ripreso le prime immagini della faccia nascosta della Luna, diciotto delle quali risolvibili e tali da coprire un terzo della superficie non visibile dalla Terra. Le immagini furono processate e permisero all'Accademia delle scienze dell'URSS di pubblicare il primo atlante della faccia nascosta della Luna il 6 novembre 1960, contenente un catalogo di 500 caratteristiche distinguibili sulla superficie. Un anno dopo fu prodotto e distribuito nell'Unione Sovietica il primo mappamondo lunare (con scala 1:13 600 000) basato sulle immagini di Luna 3 e contenente caratteristiche lunari non visibili dalla Terra.
Il 20 luglio 1965 un'altra sonda sovietica, Zond 3, trasmise a Terra 25 immagini di buona qualità della faccia nascosta della Luna, con risoluzione migliore rispetto a quelle trasmesse dalla Luna 3. In particolare, rivelarono catene di crateri di centinaia di chilometri di lunghezza. Nel 1967 fu pubblicata a Mosca la seconda parte dell'"Atlante dell'altra faccia della Luna", basato sui dati della Zond 3 e contenente un catalogo di 4 000 caratteristiche superficiali della faccia nascosta della Luna appena scoperte. Nello stesso anno fu distribuita nell'Unione Sovietica la prima "Mappa completa della Luna" (con scala 1:5 000 000) e fu aggiornato il mappamondo lunare (con scala 1:10 000 000), raffigurante il 95% della superficie lunare.

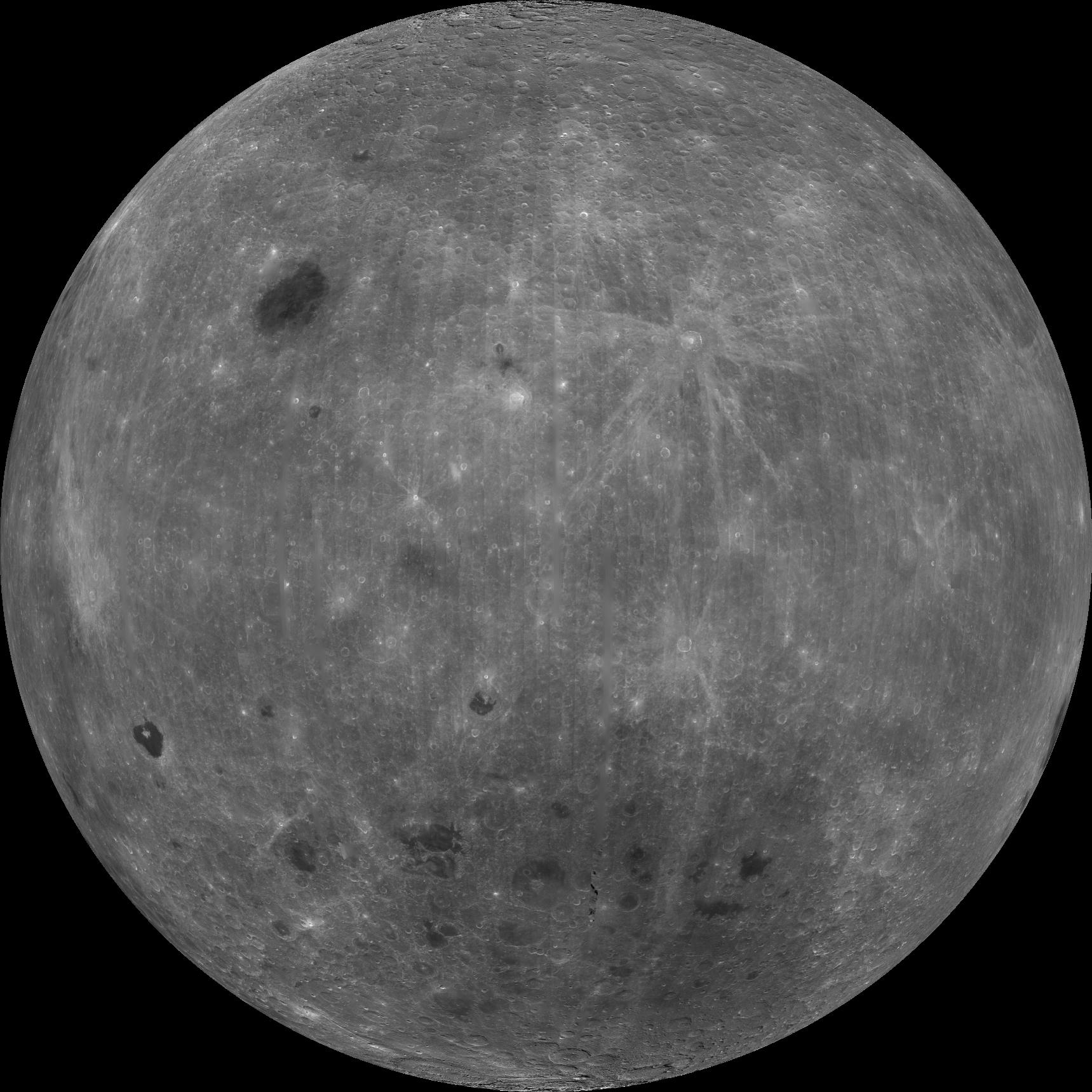
Altra immagine presa dalla sonda Clementine nel 1994

Poiché la maggior parte delle caratteristiche superficiali della faccia nascosta sono state scoperte da sonde spaziali sovietiche, molti loro nomi sono stati selezionati dagli scienziati sovietici. Ciò ha comportato alcune controversie. L'Unione Astronomica Internazionale, che oggi ricopre il ruolo di nominare le nuove caratteristiche lunari scoperte, ha scelto di non modificare quei nomi.
La faccia nascosta è stata osservata direttamente da occhi umani per la prima volta dall'equipaggio dell'Apollo 8, nel 1968. L'astronauta William Anders così descrisse la visuale:
In seguito, è stata osservata dai membri degli equipaggi delle missioni Apollo dalla 10 alla 17 e fotografata da numerose sonde lunari.
Ai veicoli spaziali che passano dietro la Luna è impedita la comunicazione diretta con la Terra finché la loro orbita non li riporta in zone dello spazio circumlunare da cui è possibile la trasmissione. Durante le missioni Apollo, l'accensione del motore principale del Modulo di Servizio avveniva durante il sorvolo della faccia nascosta della Luna, producendo alcuni momenti di tensione al Centro di Controllo delle Missioni di Houston prima che la navicella riapparisse.
A causa di tali difficoltà di comunicazione, nessun veicolo era mai allunato sulla faccia nascosta della Luna. Per permettere uno studio più accurato del campo gravitazionale anche del lato nascosto della Luna, la sonda giapponese Kaguya lanciata nel 2007, ha rilasciato in orbita lunare un piccolo satellite per le comunicazioni che le permette di mantenere costantemente il contatto con la base a Terra. Ciò ha consentito di realizzare la migliore mappa attualmente disponibile delle anomalie gravitazionali della faccia nascosta della Luna, precedentemente note in modo soltanto approssimativo.
Il 14 giugno 2018, in vista del lancio del lander Chang'e 4 dell'Agenzia spaziale cinese, che ha effettuato con successo l'allunaggio il 3 gennaio 2019, il satellite artificiale "Quequiao" è stato posto in Orbita di Lissajous in prossimità del punto lagrangiano L2: il satellite, trovandosi a una distanza dalla Terra superiore a quella della Luna (e pari a circa 455 000 chilometri), permette di stabilire un ponte radio tra la Terra e la faccia invisibile della Luna.